# 1914-es magyar vívóbajnokság
Az 1914-es magyar vívóbajnokság a tizenötödik magyar bajnokság volt. Ettől az évtől kezdve a bajnokságot a Magyar Vívó Szövetség írja ki. A tőrbajnokságot május 8-án rendezték meg Budapesten, a Nemzeti VC Koronaherceg utcai vívótermében, a kardbajnokságot pedig május 8. és 10. között Budapesten, a selejtezőt a Nemzeti VC Koronaherceg utcai vívótermében, a döntőt a Vigadóban.

## Eredmények
| Versenyszám     | Arany                    | Arany | Ezüst                    | Ezüst | Bronz                          | Bronz |
| --------------- | ------------------------ | ----- | ------------------------ | ----- | ------------------------------ | ----- |
| Férfi tőrvívás  | dr. Tóth Péter MAC       |       | Lichteneckert István MAC |       | dr. Rozgonyi György Nemzeti VC |       |
| Férfi kardvívás | Werkner Lajos Nemzeti VC |       | Dunay Bertalan BBTE      |       | Szántay Jenő MAC               |       |